# FIFA 21
FIFA 21 je video igrica fudbalske simulacije koju je Electronic Arts objavio kao deo FIFA serije . To
je 28. nastavak u FIFA seriji i objavljen je  9. oktobra 2020. za Windows i konzole Nintendo Switch, PlayStation 4 i Xbox One. Poboljšane verzije za PlayStation 5 i Xbox Serije X I Serije S
objavljene su 3. decembra 2020, pored verzije za Stadia.

## Karakteristike

### Ultimativni Tim
Ultimativni tim karakteriše 100 ikona fudbala, uključujući 11 novih imena. Erik Kantona, Petr Čeh, Ešli Kol, Samjuel Eto, Filip Lam, Ferenc Puškaš, Bastijan Švajnštajger, Davor Šuker, Fernando Tores, Nemanja Vidić i Ćavi i svi se prvi put pojavljuju kao ikone. Jens Leman neće biti ikona u FUT 21. 

Ultimativni tim ima i dodatak co-op igranja u obliku Rivala Divizije, Bitke i Prijateljstva sa prijateljima na mreži radi otključavanja ciljeva i nagrada. FUT je bila okružena kontraveznom polemikom zbog toga što je klasifikovan kao loot kutije i jedan vid online klađenja. U Januaru 2019. godine, EA je pristao da prestane da prodaje FIFA poene u Belgiji, usled pritiska vlade.  Peticije za zabranu poena na drugim mestima počele su u Junu 2020. godine, a zakonitost poena se raspravlja u SAD-u i Velikoj Britaniji, a kasnije i preko Odeljenja Velike Britanije za digitalnu kulturu, mediju i sport.  Slično tome, holandski sudija je odlučio da EA treba da bude kažnjen sa €0.5 miliona evra nedeljno dok se loot kutije za pljačku ne uklone.   Igrači mogu da prilagode sopstveni FUT stadion sa reklamama, pirotehnikom, trofejima, muzikom, statuama i štandovima kako njhov FUT klub raste. Statistika u igri se sada može nadograditi pojedinačno za posebne karte (Primer je dat da je Trent Aleksander Arnold postigao slobodan udarac za Tim Nedelje u formi, tačnost slobodnog udarca može biti mnogo veća od ostalih u formi stavki). Uživo FUT prijateljski kombinuje kućna pravila sa pravilima tima kako bi se stvorila različita vrsta meča koja se menjaju tokom godine. Redizajnirani meniji omogućavaju pristup svom timu direktno od bilo kog mesta u glavnom meniju. U novim FUT dogadjajima, igrači mogu da biraju strane i takmiče s protiv FUT zajednice da otključaju pakete, novčiće, klupske stavke ili igrače u Timskim Ciljevima Dogadjaja. Igrači mogu raditi zajedno sa celom zajednicom i zaraditi zajedničke nagrade ispunjavanjem ciljeva kao kolektiva. 

Top 100 je proširen na Top 200 u FUT takmičenju. 30 mečeva u Rivalima Divizije doprinose svojoj nedeljnoj oceni. Oni mogu da igraju više utakmica za bodove veština i FUT bodove šampiona, ali neće povećati sopstveni čin. Igrači mogu da naprave dodatne nagrade za novčiće kada se prvi put promovišu u novu diviziju u odeljenju za rivale. Bitke postava mogu da se koriste i za određivanje njihovih revizija rivala na početku FUT 21. 

Fitnes I obuka o protrošnim stvarima je uklonjena iz igre.  Igrači i dalje gube fitnes izdržljivost tokom meča, ali automatski započinju svoju sledeću utakmicu u potpunoj kondiciji. Predmeti za lečenje su pojednostavljeni samo u zlatne proste i retke predmete.  

Klub igrača može se preneti sa PlayStation 4 na PlayStation 5 i sa Xbox One na Xbox Seriju X i Seriju S, ali ne i sa PlayStationa na Xbox ili obrnuto.

Dana 9. septembra 2020. godine EA je objavila Ulitimativni Tim sa ocenama najboljih 100 igrača. Barselonu predstavlja Lionel Mesi na vrhu liste sa ocenom 93, zatim Juventus predstavlja Kristijano Ronaldo sa ocenom 92 i golman Atletiko Madrida Jan Oblak, Pariz Sen Žermen predstavlja Nejmar, Mančester Siti Kevin De Brojne i Bajern Minhen Robert Levandovski svi sa ocenom 91.

### Mod Karijera
Režim Karijere ima nove dodatke narednih godina kritike iz zajednice – uglavnom u režimu menadžera. Novi dodaci uključuju: remapirani interaktivni režim simulacije meča koji omogućava igračima da odmah predju iz meča da promene planove igre u realnom vremenu kao i da se u njega vrate. Novi i poboljšani sistem obuke koji omogućava nedeljni raspored obuke i mogućnost treniranja igrača da igraju na različitim pozicijama, nova statistika kao što su utakmice fitnesa i rasta, poboljšan sistem akademija za mlade, više transfer opcija kao što je pozajmica za kupovinu ponuda i kredita i poboljšana opozicija Veštačke Inteligencije. 

### VOLTA Fudbal
Volta Fudbal je predstavljen i u igri FIFA 20 ali je takodje i deo igre FIFA 21. Prema proizvođačima, Volta 21 ima poboljšanja igranja i uvodi nove režime reprodukcije kao što je Debi, nastavak prošlogodišnje priče, koji sadrži Zinedina Zidana, Tijeri Anrija, Kaku i Frenk Lamparda. Volta postave, online režim gde ljudi mogu igrati sa prijateljima i igraju se režim borbi.Takođe će biti i pet novih lokacija (Sao Paulo, Pariz, Sidnej, Dubai i Milan sa dodatkom VOLTA stadiona.

### Licence
Igra ima više od 30 zvaničnih liga, peko 700 klubova i preko 17.000 igrača.  U avgustu 2020. godine EA Sports njavio je ekskluzivno višegodišnje partnerstvo sa FK Milan i Interom.  

Juventus, Roma, River Plejt, Boka Juniors i FK Korintijans nisu predstavljeni u igri FIFA 21 a umesto toga poznati su kao Pijemonte Kalcio, Roma FK, Nunez, Buenos Aires i Okeaniko FK. Igra zadržava ličnosti igrača (osim Okeaniko FK), ali zvanična značka, setovi i stadioni nisu dostupni i umesto toga sadrže prilagođene dizajne i generičke stadione proizvedene od strane EA Sprota. Bajern Minhen je takođe predstavljen u igri sa licenciranim igračima i setovima, ali nemaju dozvolu stadiona i igraju na generičkom stadionu.  

Fudbalska reprezentacije Finska je prvi put u potpunosti licencirana. 

U novembru 2020. godine Zlatan Ibrahimović je najavio da nije zadovoljan upotrebom njegove sličnosti EA Sporta u svojim igrama, posebno u igri FIFA 21 i da namerava da preuzme pravne postupke protiv programera.  Tvrdi da on lično nije odobrio EA Sportu da koristi njegovu ličnost, pridružio mu se i Geret Bejl koji je takođe dobijao podršku od čak 300 drugih igrača. 

## Izdanja
FIFA 21 je objavljena širom sveta 9. oktobra 2020. godine za Microsoft Windows, PlayStation 4, Xbox One i Nintendo Svič.  Verzija za Nintendo Svič je “Napredna verzija”, sa ažuriranim setovima, imenima i manjim ažuriranjima ali ne uključuje nove režime igre ili inovacije igre. Igra ima tri službena izdanja: Krajnje, Šampion i Standardno izdanje. Krajnje i izdanje Šampiona objavljena su 6. oktobra uoči objavljivanja Standardnog izdanja 09. okotoba.  Pretplatnici  EA Sporta mogli su da dobiju 10 sati ranije pristup igri FIFA 21 dana Oktobra 1.  Igra je takođe objavljena za PlayStation 5, Xbox Seriju X I Seriju S i Stadiu u decembru.

### Naslovne Strane i Ambasadori
U julu 2020. Godine, napadač Pariz Sen Žermena Kilijan Mbape najavljen je kao zvezda naslovnice za sva tri izdanja. Erling Haland, Trent Aleksander Arnold, Žoao Feliks, Sam Ker, Vu Li, Havijer Ernandez i Karlos Vela objavljeni su kao zvanični ambasadori igre. 

Sledeći ambasadori FIFA, na uređenoj listi sa talentima u nastajanju koji oličavaju značenje “Pobedi kao jedan” su Mejson Maunt, Džordžija Stenvej, Fil Foden, Malori Pju, Stiven Bergvajn, Teo Ernandez, Rodrigo, Seržinjo Dest, Đovani Rejna, Bruno Gimaraeš, Hvang Hičan i Aron Konoli.

Po njenom otkrivanju, kritičari i fanovi kritikovali su umetnost igre FIFA 21, nazivajuću njihovu kompoziciju neskladnom i uporedjujući je sa omotom EA Sportove igrice UFC 4, koji je primio sličnu kritiku.

## Reakcije
Prema  Metakritiku, Xbox One verzija igre primila je “opšte pozitivne” ocene od strane kritičara dok je verzija za Windows i PlayStation 4 primila “mešovite ili prosečne” ocene. Verzija za Nintendo Switch primila je “opšte nepovoljne” ocene kritičara. 

IGN je dala verziji za Nintendo Svič ocenu 2/10, odlučivši da u velikoj meri ponovo objavi istri pregled koji je prethdno dao i igri FIFA 20, budući da je igra bila “praktično nepromenjena” od nje (koja je sama takođe u velikoj meri bila nepromenjena u odnosu na igru  FIFA 19) i zaključujući da “ako je prošlogodišnje izdanje bilo uvredljivo, ovogodišnje je prosto sramno.”  

Nominovana je za kategoriju najbolje sportske / trkačke igre na The Game Awards 2020. godine.

### Polemika o „odobravanju sadržaja“
Sredinom marta 2021. godine igrači FIFA 21 oktrili su da je bar jedan EA zaposleni prodavao posebne kartice “Ikona” iz Ultimativnog Tima koji je deo igre, inače se retke kartice stiču vremenom kako se igrica igra ili kroz mikrotransakcije postoji šansa da se dobije u novim paketima. Ove prodaje su skočile na stotine američkih dolara putem direktne prodaje kroz tajne klanale, a ne kroz sistem trgovanja u igri. To je postalo poznato kao “EA Kapija” jer je sve više i više igrača prijavilo takvu vrstu prodaje.  EA je pokrenuo istragu, izveštavajući u početku da je više EA naloga očigledno prodavalo ove Ikone kroz mehanizam „odobravanja sadržaja“ igre, koji omogućava EA da igračima obično dodeljuje Ultimate Team stavke po svom ophođenju izvan uobičajenog igranja, bio je na neodređeno vreme obustavio sistem „odobrenja sadržaja“ sve dok nisu završili istragu.

## Spoljašnje veze
FIFA 21 na sajtu EA Sports-a 

FIFA 21 na sajtu platforme Steam 

FIFA 21 na sajtu platforme Origin 

FIFA 21 na sajtu PlayStation-a 

FIFA 21 na sajtu Amazon-a 